# Andrea Chiarabini
Andrea Chiarabini (* 12. März 1995 in Rom) ist ein italienischer Wasserspringer. Er startet im 10-m-Turm- und Synchronspringen und springt für den Verein AS AEK Rom, außerdem gehört er zur Gruppi Sportivi Fiamme Gialle, einer Sportfördergruppe der Guardia di Finanza.
Chiarabini feierte im Jahr 2009 seine ersten Erfolge bei der Junioreneuropameisterschaft in Budapest, wo er einen kompletten Medaillensatz gewinnen konnte. Im gleichen Jahr startete er mit seinem Synchronpartner Francesco Dell’Uomo auch im Erwachsenenbereich bei seinen ersten internationalen Titelkämpfen. Bei der Europameisterschaft in Turin und der Weltmeisterschaft in seiner Heimatstadt erreichten sie das Finale und belegten jeweils Rang fünf.